# Opowieści o zwyczajnym szaleństwie (sztuka teatralna)
Opowieści o zwyczajnym szaleństwie (cz. Příběhy obyčejného šílenství) – sztuka teatralna Petra Zelenki, klasyfikowana zwykle jako czarna komedia. Światowa prapremiera miała miejsce 16 listopada 2001 roku w teatrze Dejvické divadlo w Pradze. Pierwsza polska inscenizacja, przygotowana w Lubuskim Teatrze w Zielonej Górze, miała premierę 2 marca 2003 roku. Autorką polskiego przekładu jest Krystyna Krauze. W 2005 r. do kin weszła ekranizacja sztuki w reżyserii i ze scenariuszem samego autora. W tym samym roku zrealizowano polską ekranizację w ramach Teatru Telewizji. 

## Opis fabuły
Wielowątkowa fabuła sztuki koncentruje się na rodzinie, w skład której wchodzi trzydziestokilkuletni Piotr (w oryginale Petr) oraz jego rodzice. Jakiś czas temu Piotr rozstał się ze swoją ukochaną Janą, która przygotowuje się już do ślubu z nowym partnerem. Mimo to Piotr wciąż marzy o jej odzyskaniu i chwyta się bardzo niekonwencjonalnych metod, aby to osiągnąć. Jego jedynym przyjacielem i zarazem powiernikiem jego tajemnic jest Jan, zwany Muchą, którego życie uczuciowe prezentuje się niewiele lepiej niż Piotra. Rodzice Piotra żyją w głęboko nieszczęśliwym małżeństwie. Despotyczna matka przejmuje się problemami całego świata, a własnego męża uważa za najgorszego nieudacznika. Zarazem ma za złe synowi, że oddalił się spod jej skrzydeł. Gdy ojciec Piotra zupełnym przypadkiem poznaje znacznie młodszą Sylwię, która docenia go o wiele bardziej niż własna żona, dalsze trwanie związku starszych państwa staje pod znakiem zapytania. Tymczasem Piotr zaczyna dorabiać sobie w bardzo nietypowy sposób: sąsiedzi płacą mu, aby patrzył na nich w trakcie seksu, bo tylko w taki sposób jego sąsiadka jest w stanie osiągnąć satysfakcję.  

## Badania teatrologiczne
W 2011 roku Opowieści o zwyczajnym szaleństwie były tematem rozprawy habilitacyjnej Elżbiety Czaplińskiej-Mrozek na Wydziale Aktorskim ówczesnej PWST w Krakowie.

## Wybrane inscenizacje

### Dejvicke divadlo, Praga (światowa prapremiera)
- premiera: 16 listopada 2001
- reżyseria: Petr Zelenka
- w rolach głównych: Ivan Trojan (Piotr), Nina Divíšková (Matka), Miroslav Krobot (Ojciec), Martin Myšička (Mucha), Klára Melíšková / Petra Špalková (Jana)

### Lubuski Teatr, Zielona Góra (polska prapremiera)
- premiera: 2 marca 2003
- reżyseria: Małgorzata Bogajewska
- w rolach głównych: Janusz Młyński (Piotr), Elżbieta Donimirska (Matka), Jerzy Kaczmarowski (Ojciec), Marcin Wiśniewski (Mucha), Kinga Kaszewska-Brawer (Jana)[2]

### Teatr Powszechny, Łódź
- premiera: 4 kwietnia 2004
- reżyseria: Waldemar Śmigasiewicz
- w rolach głównych: Marek Bogucki (Piotr), Ewa Sonnenburg (Matka), Jan Wojciech Poradowski (Ojciec), Jacek Łuczak (Mucha), Magda Zając (Jana)[2]

### Teatr Polski, Poznań
- premiera: 15 stycznia 2005
- reżyseria: Paweł Szkotak
- w rolach głównych: Leszek Lichota (Piotr), Teresa Kwiatkowska (Matka), Wojciech Kalwat (Ojciec), Piotr Łukawski (Mucha), Agnieszka Dygant (Jana)[2]

### Teatr Dramatyczny, Warszawa
- premiera: 8 maja 2005
- reżyseria: Agnieszka Glińska
- w rolach głównych: Jan Jankowski (Piotr), Ewa Żukowska / Jadwiga Jankowska-Cieślak (Matka), Władysław Kowalski (Ojciec), Waldemar Barwiński (Mucha), Małgorzata Kożuchowska / Agnieszka Glińska (Jana)[2]

### Teatr Telewizji (TVP)
- premiera: 20 czerwca 2005
- reżyseria: Łukasz Kos
- w rolach głównych: Andrzej Konopka (Piotr), Kazimiera Nogajówna (Matka), Janusz Michałowski (Ojciec), Wojciech Błach (Mucha), Joanna Niemirska (Jana)[2]

### Teatr Ludowy, Kraków
- premiera: 16 listopada 2007
- reżyseria: Andrzej Celiński
- w rolach głównych: Piotr Pilitowski (Piotr), Maja Barełkowska (Matka), Krzysztof Górecki (Ojciec), Tomasz Schimscheiner / Jacek Wojciechowski (Mucha), Dominika Markuszewska (Jana)[2]